# Le Foyer schaerbeekois
Le Foyer schaerbeekois est une société coopérative à responsabilité limitée de création et de gestion de logements sociaux créée en 1899 par Louis Bertrand en vue d'offrir un logement décent aux populations défavorisées de la commune bruxelloise de Schaerbeek.

## Historique
Le but poursuivi était de créer des logements collectifs sur plusieurs niveaux et des maisons ouvrières destinées à la location ou à l'acquisition par des familles à revenus modérés.
En vue de réaliser ce projet, le Foyer schaerbeekois fit l'acquisition de nombreux terrains. La première réalisation vit le jour au coin de la chaussée de Helmet et de la future rue du Foyer Schaerbeekois. Comme la plupart des réalisations ultérieures, cet immeuble s'élève sur trois niveaux avec des rez-de-chaussée commerciaux.
La Cité de l'Olivier, œuvre de l'architecte Henri Jacobs, dont la construction fut achevée en 1905 témoigne de ce type d'habitations. Cette cité servit de modèle pour la construction de la Cité Hellemans dans le quartier des Marolles à Bruxelles.
Le Foyer schaerbeekois fut également l'initiateur de la création d'un nouveau quartier, dit quartier Marbotin inspiré par le modèle de la cité-jardin de Terdelt.
La gestion actuelle du Foyer schaerbeekois est assurée par des représentants de la commune de Schaerbeek, de la région de Bruxelles-Capitale, de petits porteurs de parts sociales et de la SLRB.
Depuis 1902, près de 260 immeubles ont ainsi constitué le patrimoine du Foyer schaerbeekois, comprenant 2 249 logements, allant de la maison unifamiliale à la construction d'immeubles modernes au cours des années 1970 et 1980, en passant par les immeubles à trois niveaux avec rez-de-chaussée commercial.
De nombreuses constructions furent réalisées sur base des plans des architectes Henri Jacobs et O. Rampelberg.

## Localisation du patrimoine
- Rue de l'Agriculture no 169-177, 182 et 185
- Square Apollo no 1-2
- Avenue des Azalées no 49-50
- Rue de Brabant no 128
- Rue Joseph Brand no 18-20
- Rue des Chardons no 1-5
- Rue du Corbeau no 2, 116-124
- Rue des Coteaux no 317
- Avenue Frans Courtens no 68, 118, 124 et 142
- Rue Alexandre De Craene no 2, 22, 35-41 et 36-50
- Rue Désiré Desmet no 1
- Rue Jules Destrée no 63-65
- Rue Docteur Élie Lambotte no 186
- Rue Henri Evenepoel no 90-100
- Avenue Raymond Foucart no 2-26 et 21-37
- Rue du Foyer Schaerbeekois no 2
- Rue Gaucheret no 132-136
- Rue Général Eenens no 41 et 65-73
- Avenue Charles Gilisquet no 69-71 et 147
- Avenue Albert Giraud no 121
- Avenue Zénobe Gramme no 13-25
- Rue Godefroid Guffens no 15-19, 23-25 et 29-37
- Chaussée de Haecht no 240, 632-638 et 662-680
- Chaussée de Helmet no 44-52 et 321-323
- Rue Julius Hoste no 1, 4-14, 35 et 41
- Avenue Huart Hamoir no 65
- Rue Victor Hugo no 53-65 et 87-89
- Rue Joseph Jacquet no 19
- Boulevard Lambermont no 9-13
- Rue Paul Leduc no 54, 58, 76 et 103
- Boulevard Léopold III no 23
- Rue L'Olivier no 12-44
- Avenue Léon Mahillon no 30-32 et 57-59
- Rue Adolphe Marbotin no 10-28, 57-67 et 58-70
- Avenue Maréchal Foch no 59
- Rue Charles Meert no 33-35
- Rue Metsys no 21-27
- Rue Léon Mignon no 21-33
- Rue Portaels no 8
- Rue du Radium no 46
- Rue Jacques Rayé no 66-80
- Rue Arthur Roland no 1-15
- Avenue de Roodebeek no 111
- Rue Royale Sainte-Marie 159-161
- Rue Louis Scutenaire no 9-10, 13-14
- Rue Seutin no 36
- Rue Fernand Séverin no 53-63, 78-84 et 83-87
- Avenue Sleeckx no 105
- Cité Terdelt
- Rue du Tilleul no 38, 44-56, 180-194, 324B et 326
- Avenue Philippe Thomas no 2 et 8-12
- Rue Charles Vanderstappen no 2, 23, 25 et 40
- Rue Van Droogenbroeck no 53 à 64
- Avenue Voltaire no 62 et 163-171
- Rue Vondel no 95
- Rue Joseph Wauters no 67-73, 74, 90 et 106
- Rue Camille Wollès no 14-14B et 49

## Galerie photos

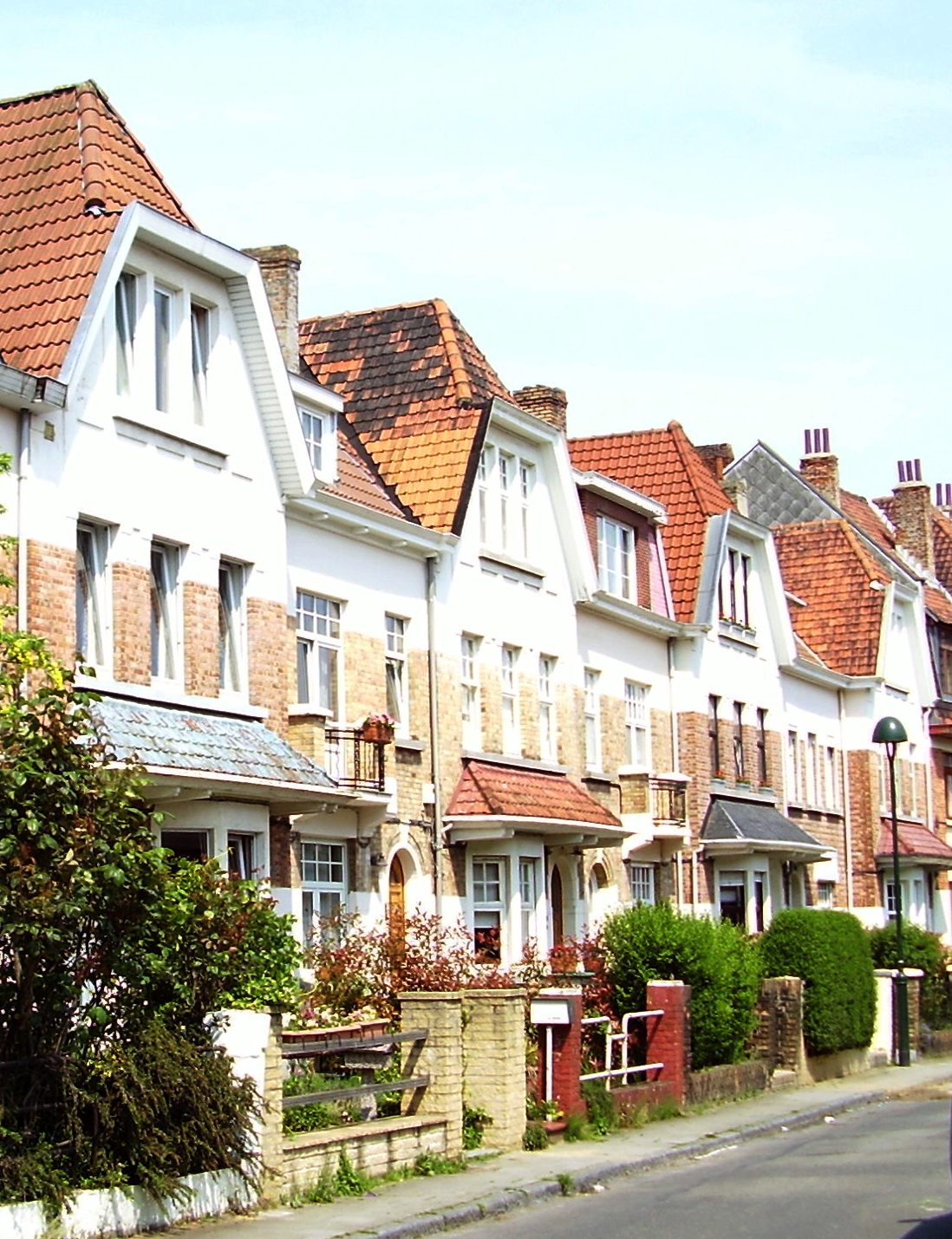
Cité-jardin Terdelt
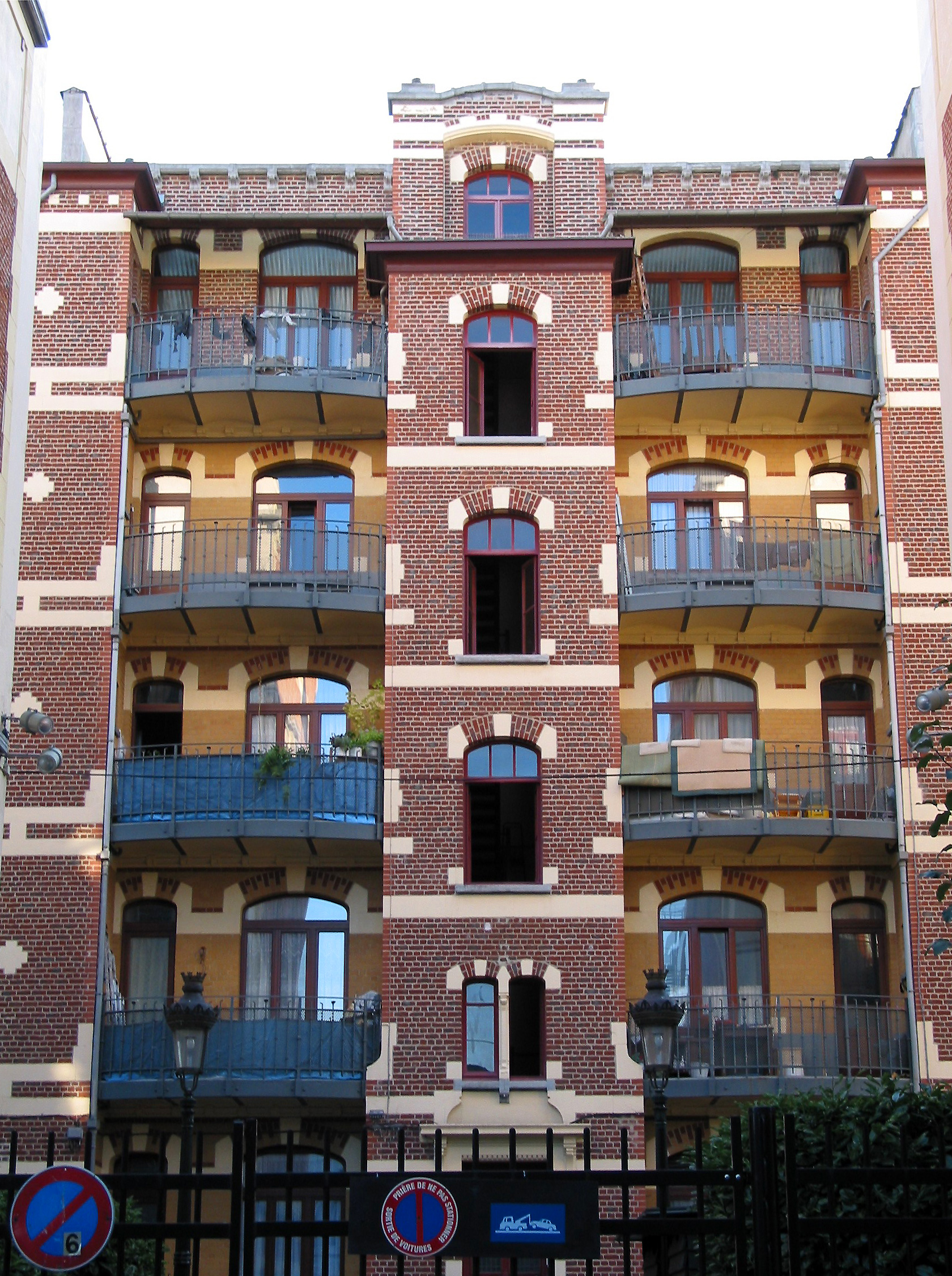
Cité de l'Olivier
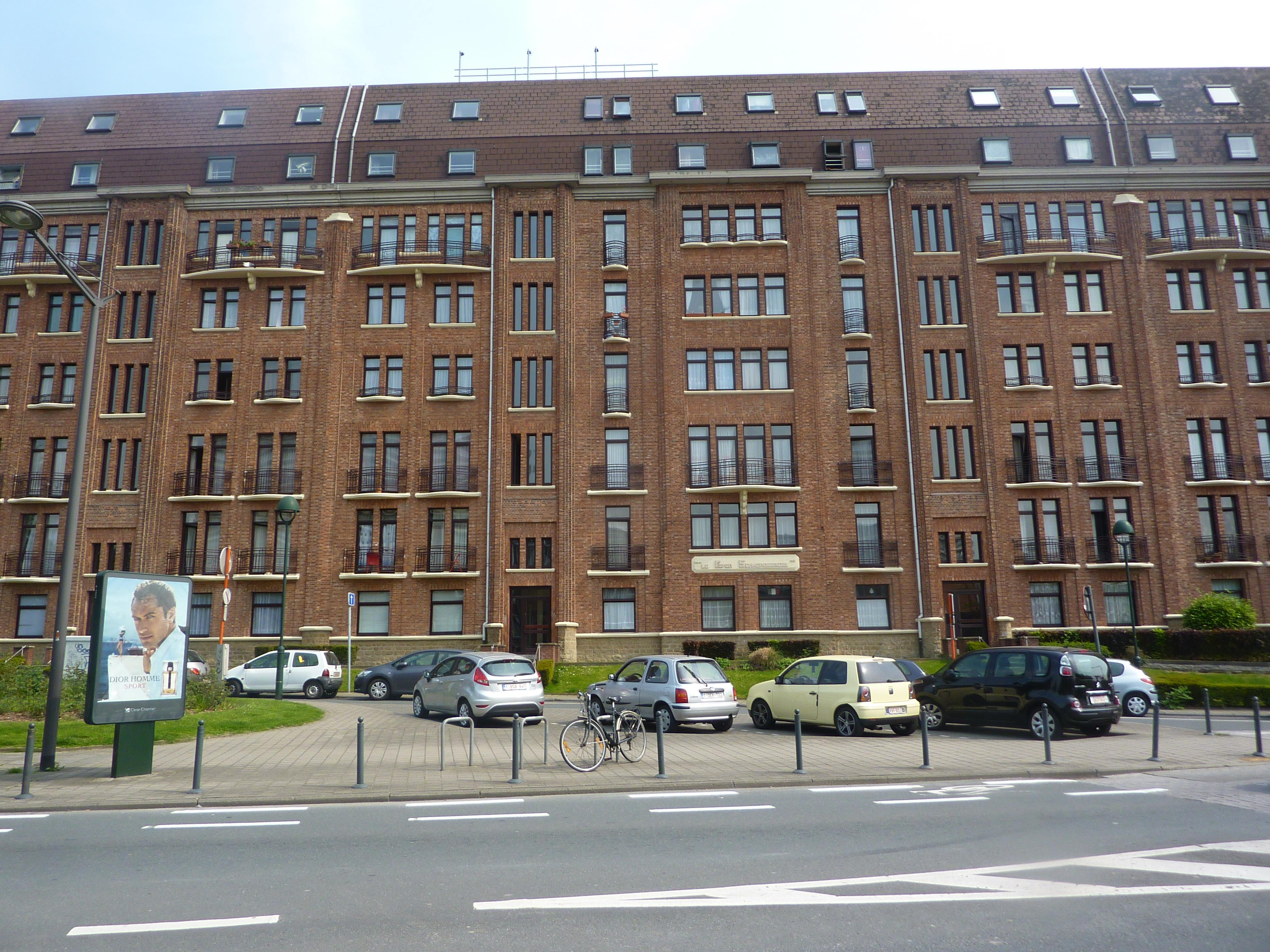
Rue Arthur Roland
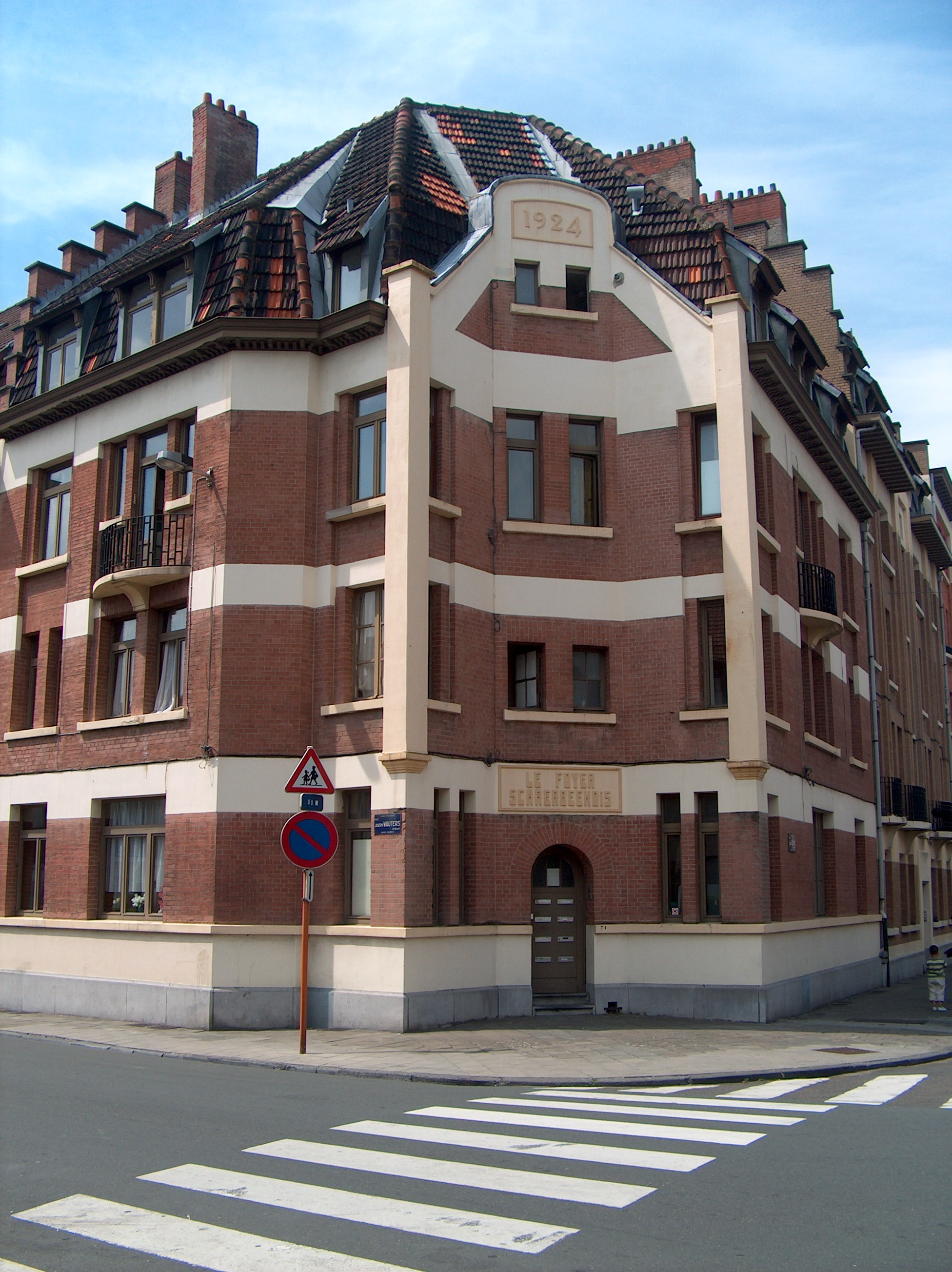
Rue Joseph Wauters
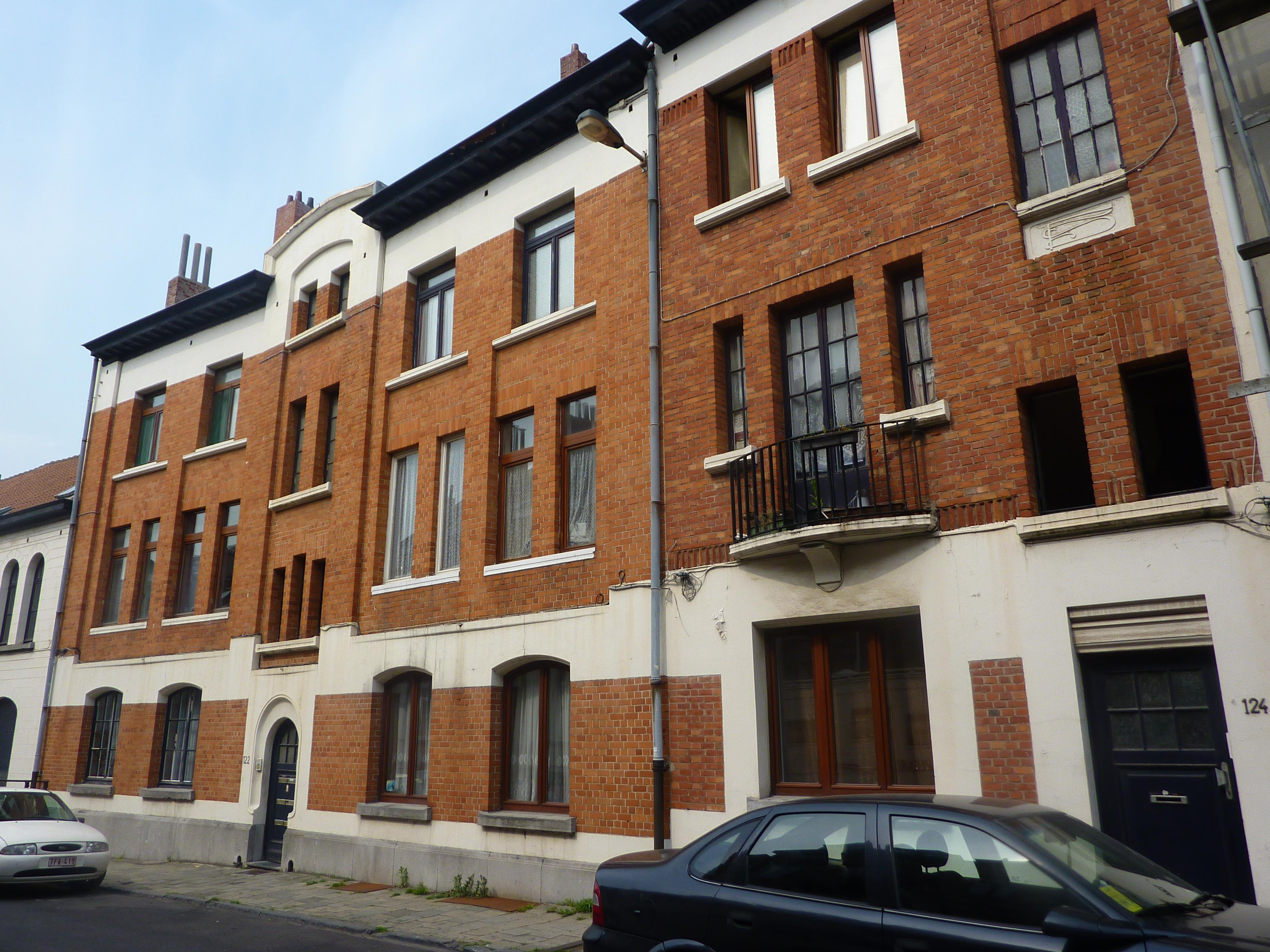
Rue du Corbeau